# یونتا، استرالیای جنوبی
یونتا (به انگلیسی: Yunta) یک منطقهٔ مسکونی در استرالیا است که در استرالیای جنوبی واقع شده‌است.